# Hudson Soft
Hudson Soft Company, Limited (яп. 株式会社ハドソン) — японская компания, специализирующаяся на электронных развлечениях и видеоиграх, основанная в 1973 году. Сначала компания занималась только продуктами для персональных компьютеров, но впоследствии расширила свою деятельность до разработки и издания видеоигр, мобильного контента и игровых устройств. На 2003 год компания имела офисы в Саппоро, Нагое, Осаке, Токио и Калифорнии, в ней работало более 500 человек. В настоящее время компания является собственностью Konami Corporation.

## История
Компания была основана в Саппоро, Япония, 18 мая 1973 года братьями Юдзи (Yuji) и Хироси Кудо (Hiroshi Kudo). Братья с детства увлекались железнодорожным транспортом и назвали компанию в честь паровозов типа 2-3-2 (в особенности в честь японского паровоза C62). Компания начала свою деятельность как магазин по продаже устройств связи и художественных фотографий. С сентября 1975 года компания начала заниматься продукцией, связанной с персональными компьютерами, а с марта 1978 года — разработкой и продажей компьютерных игр.
Компания стала первым независимым разработчиком программного обеспечения для игровой консоли Family Computer компании Nintendo. Вторая игра компании для этой консоли, Lode Runner, с момента её выхода в 1984 году была продана тиражом около 1.2 миллиона экземпляров. Компания продолжила заниматься разработкой игр для Famicom и других платформ (NEC PC-8801 MSX, ZX Spectrum), и в ноябре 1984 года была реорганизована в Hudson Soft Co., Ltd.
В июле 1985 года впервые в истории индустрии видеоигр был проведён первый Hudson Caravan — национальный конкурс по игре в видеоигры, проходивший в шестидесяти разных местах по всей Японии. Это летнее мероприятие стало ежегодным и проводилось до 1997 года.
В декабре 1985 года была выпущена версия игры Bomberman для Famicom, ставшая большим хитом и развившаяся в одну из крупнейших серий видеоигр, в настоящее время включающей более 60 игр.
В июле 1987 года компания разработала микросхему C62 System и заключила соглашение о сотрудничестве с Nippon Electric Corporation (NEC) для разработки и производства игровой консоли PC Engine на её основе. Консоль стала успешной в Японии, став второй по популярности после Famicom. В США и Европе, где консоль была выпущена в 1989 и 1990 годах под названием TurboGrafx-16, она не получила большого успеха из-за конкуренции с появившимися на рынке консолями нового поколения — Super Nintendo и Genesis.
В 1994 году компанией была разработана микросхема HuC62, использованная в игровой консоли PC-FX компании NEC. Эта консоль не получила успеха, будучи технически неспособной к конкуренции с другими консолями того времени (Sega Saturn и Sony PlayStation).
В декабре 2000 года компания вышла на фондовый рынок. В августе 2001 года компания Konami Corporation приобрела 5.6 миллионов акций, став крупнейшим акционером компании. По условиям соглашения этой операции, Hudson приобрела подразделение Konami Computer Entertainment Studio в Саппоро, переименовав его в Hudson Studio.
В апреле 2005 года капитал был увеличен через размещение 3 миллионов акций третьей стороной. Konami Corporation, владея 53,99 % всех акций Hudson, стала её материнской компанией. Hudson продолжает функционировать как самостоятельный издатель, но работает в тесном сотрудничестве с Konami.

## Дочерние компании

### Hudson Studio
Подразделение возникло в результате приобретения компанией подразделения Konami Computer Entertainment Studio в Саппоро, о чём было объявлено 26 июля 2001 года.

#### Hudson Soft Kansai

##### Umeda Sky Tower
Подразделение возникло в результате приобретения компанией подразделения Capcom в Осаке, основанное в апреле 1998 года в районе Кита, Осака, префектура Осака.
Следующее издательское подразделение компании в Японии, существовавшее с 1998 по 2009 годы. Оно занималось распространением игр для Super Famicom, Game Boy Advance, Nintendo DS, Playstation 2 и Playstation 3.

### Hudson Entertainment, Inc.
Издательское подразделение компании в США, основанное в ноябре 2003 года в Сан-Матео, Калифорния.
23 июля 2003 года компания анонсировала запуск в США сервиса «GameMaster» по распространению мобильных Java-игр в сети mMode. Он начал работу 28 июля того же года.

### Hudson Soft USA
Предыдущее издательское подразделение компании в США, существовавшее с 1988 по 1995 годы. Оно занималось распространением игр для Nintendo Entertainment System, Super Nintendo Entertainment System и Game Boy.

## Видеоигры
Компания занимается разработкой видеоигр с 1978 года и создала несколько популярных игровых серий, таких как Bomberman, Bonk, Adventure Island, Star Soldier и Tengai Makyou (Far East of Eden).
Компания также создала популярную серию настольных игр Momotaro Dentetsu, использующую железнодорожную тематику. В настоящее время серия включает 16 игр.
Кроме этого компания является разработчиком популярной в Японии MMORPG Master of Epic.
Помимо разработки собственных игр, компания занималась разработкой игр для других издателей — в частности, она разработала серию игр Mario Party для Nintendo и Fuzion Frenzy 2 для Microsoft.

### Virtual Console
23 марта 2006 года, на конференции GDC, проводившейся в Калифорнии, президент Nintendo Сатору Ивата сообщил, что новая на тот момент игровая консоль компании, Nintendo Wii, будет иметь виртуальную обратную совместимость с TurboGrafx-16. В интервью с IGN, проводившемся 11 мая 2006 года, Hudson Soft заявила о том, что она находится в процессе получения прав на игры, разработанные более не существующими компаниями. На текущий момент на сервисе Virtual Console выпущено около 50 игр для TurboGrafx-16.